# Chronique des temps passés
La Chronique des temps passés, aussi appelée Chronique de Nestor (en vieux russe : Повѣсть времяньныхъ лѣтъ, [translittération : Povest' vremyan'nykh let]) est la plus ancienne chronique slave orientale qui nous soit parvenue. Ouvrage composite, compilé vers 1111 par la laure des Grottes de Kiev, elle retrace l’histoire de la Rus' kiévienne de 858 (conversion des Bulgares après leur défaite aux mains du basileus Michel III) à 1113 (mort de Sviatopolk II et entrée de Vladimir à Kiev). 
La chronique se compose de deux parties : 
- une première partie, qui sert d’introduction, retrace, à partir des origines bibliques, l’histoire de la Rus' et des Slaves orientaux, avant de se concentrer sur la fondation de Kiev et l’émergence de la Rus'.
- Les chapitres suivants relatent, sous forme chronologique, les règnes des douze premiers souverains rus’ jusqu’en 1113.

## Les trois éditions

### Édition originale
On a longtemps pensé que cette chronique, qui nous est parvenue en entier sous forme de copies dont la plus ancienne date de 1371, était l’œuvre d’un moine du nom de Nestor (né vers 1056- † vers 1114), d’où son autre appellation de Chronique ou Manuscrit de Nestor. Cette rédaction ne nous est pas parvenue. On s’est rendu compte par la suite que le moine n’avait fait que compiler ou compléter, vraisemblablement entre 1111 et 1118, une chronique plus ancienne, la Compilation initiale datant probablement de 1095. Elle constitue un récit de l’histoire rus’ de 858 (conversion des Bulgares après leur défaite aux mains de l’empereur Michel III et l’arrivée en 859 des Varègues venant lever tribut sur les Tchoudes, les Slaves, les Mériens et les Krivitches,. Elle s’appuie sur de nombreuses sources comme les chroniques slaves (aujourd’hui perdues), les Annales de Jean Malalas et de George Hamartolus, diverses légendes et sagas scandinaves, divers textes religieux grecs, des traités russo-byzantins et des récits militaires de Yan Vyshatich et autres généraux. Le moine travaillait à la cour du prince de Kiev, Sviatopolk II, dont il semble partager les politiques pro-scandinaves.

### Deuxième édition
En 1116, le texte de Nestor fut profondément remanié par l’higoumène Sylvestre, abbé du monastère Saint-Michel de Kiev, qui ajouta son nom à la fin de la chronique. Vladimir Monomaque étant le patron du village de Vydubychi où était situé ce monastère, la nouvelle version faisait l’apologie de ce prince ainsi que le personnage principal des récits postérieurs. Cette deuxième édition est conservée dans la Chronique laurentienne (voir ci-après).

### Troisième édition
Deux ans plus tard parut une troisième édition centrée cette fois sur la personne du fils et héritier de Vladimir, Mstislav le Grand. Il se peut que l’auteur de cette révision ait été grec, car cette version enrichie contient de nombreux éléments se rapportant aux affaires byzantines. Cette troisième édition est conservée dans la Chronique hypatienne (aussi nommée Chronique d'Ipatiev) (voir ci-après).

## Deux manuscrits principaux
L’original des chroniques ainsi que de nombreuses copies ont été perdues lors de l'invasion du pays par la Horde d’Or. Environ 2 000 exemplaires survécurent aux destructions qu’entraina l’invasion des Mongols.
La plus ancienne copie que nous possédons fut rédigée plus de 260 ans après le texte initial. On considère comme « témoins principaux » cinq versions qui témoignent du contenu de l’archétype :
1. La version Laurentienne (RNB, F.IV.2), datant de 1377 ;
2. La version Radziwill (BAN, 34. 5. 30), que l’on peut dater des années 1490 ;
3. La version Academy (RGB, MDA 5/182), datant du XVe siècle ;
4. La version Hypatienne (BAN, 16. 4. 4), datant approximativement de 1425 ;
5. La version Khlebnikov (RNB, F.IV.230), datant du XVe siècle[3].

Les deux principaux manuscrits sur lesquels s’appuie la version moderne sont la Chronique laurentienne et la Chronique hypatienne.
La Chronique laurentienne (en russe : Лаврентьевский список ou Лаврентьевская летопись) est la plus ancienne ; intitulée Première chronique de Novgorod dans sa version ancienne, elle fut rédigée par trois chroniqueurs entre le XIIIe et le XIVe siècle et compilée par le moine Laurent de Nijni Novgorod pour le prince Dmitri Konstantinovitch en 1377. Il s’agit d’une collection de chroniques qui inclut la plus ancienne version existante de la Chronique des temps passés et relate surtout les événements ayant eu lieu dans la région de Vladimir-Souzdal dans la Rus’ du nord. Le texte original en aurait été un codex aujourd’hui perdu compilé pour le Grand-Duc Michel de Tver en 1305. Si le récit va jusqu’en 1305, les années 898 à 922, 1263 à 1283 et 1288 à 1294 n’ont pas été, pour des raisons inconnues, conservées. Ce manuscrit fut acquis par le comte Moussine-Pouchkine en 1792 et présenté par la suite à la Bibliothèque nationale de Russie à Saint-Pétersbourg.
La Chronique hypatienne (en russe : Ипатьевская летопись) incorpore trois chroniques : la Chronique des temps passés, la Chronique de Kiev et la Chronique de Galicie-Volhynie, du nom du monastère Ipatiev ou monastère de Saint-Hypate de Kostroma où elle fut retrouvée et date du XVe siècle. Elle fut rédigée dans ce qui est aujourd’hui l’Ukraine et incorpore une bonne partie de l’information que l’on retrouve dans les chroniques kiévienne du XIIe siècle et galicienne du XIIIe siècle. La langue utilisée est une variante orientale du vieux slavon comprenant des slavismes orientaux particuliers (comme plusieurs autres codex slaves orientaux de cette époque). Alors que le texte laurentien (moscovite) retrace la lignée kiévienne à travers les princes russes, le texte hypatien la retrace à travers les princes de la principauté de Galicie. La Chronique d’Ipatiev fut retrouvée à Kiev en 1620 et une copie fut produite pour le prince Kostiantyn Ostrojsky. Une copie en a été retrouvée en Russie au XVIIIe siècle au monastère de Kostroma par l’historien russe Nikolaï Karamzine.

## Contenu
La Chronique des temps passés débute par une introduction qui, fidèle à la tradition byzantine de l’époque, remonte aux temps bibliques et à la création du monde :

« Commençons notre récit.
Après le déluge, les trois enfants de Noé, Sem, Cham et Japhet, partagèrent la terre entre eux. Sem occupa l’Orient, la Perse, le Vater jusqu’aux Indes, dans toute sa largeur, et jusqu’à Nikourie […]
Cham posséda la partie méridionale, savoir : l’Égypte, l’Éthiopie, qui confinait aux Indes, avec l’autre partie de l’Éthiopie, d’où découle le fleuve Tscherman (le Niger), […]
Quant à Japhet, il reçut le nord avec le midi occidental : l’Albanie, la petite et la grande Arménie, la Cappadoce, la Paphlagonie, [...]
Dans la portion de Japhet demeuraient les Russes, les Tchoudes et beaucoup d’autres peuples [...].
La Chronique de Nestor selon le Manuscrit de Königsberg, vol. I, Introduction, pp. 1 – 3. »

Puis, à partir du déluge et du repeuplement de la terre, le chroniqueur tente de suivre avec force anecdotes, le cheminement qui devait donner naissance à la Rus’. On y trouve ainsi des notes sur la confusion des langues après la Tour de Babel, les peuples issus des Slaves, la fondation de Novgorod, le voyage de l’apôtre saint André chez les Slaves de Novgorod, la fondation de Kiev et les peuples qui habitaient dans la région.
À partir du chapitre II et de l’année 6366, c’est-à-dire 858 de notre ère, les évènements, en ordre chronologique, sont regroupés sous chacun des règnes des douze premiers souverains rus’.
Sous l’an 862 selon la Chronique laurentienne, mais plus vraisemblablement 856 dans les faits, on retrouve la légende suivante expliquant l’origine des Varègues. Plusieurs villes du Nord (Novgorod, Beloozero, Izborsk), après avoir refusé de payer le tribut aux Varègues qui départageaient les zones d’influence entre les concurrents khazars et scandinaves de la région et après être tombés dans une véritable anarchie, durent se résoudre à se tourner à nouveau vers leurs anciens maîtres :

« Durant les années 6368, 69 et 70 (de 860 à 862), les Varègues traversèrent encore la mer ; cette fois-ci, les peuples qu’ils avaient soumis refusèrent de leur payer tribut et voulurent se gouverner eux-mêmes ; mais il n’y avait entre eux ombre de justice : une famille s’élevait contre une autre et cette mésentente occasionnait de fréquentes rixes. Ils se déchirèrent entre eux, si bien qu’ils se dirent enfin : « Cherchons un prince qui nous gouverne et nous parle selon la justice. » Pour le trouver les Slaves traversèrent la mer et se rendirent chez les Varègues, qu’on nommait Varègues-Russes, comme d’autres se nomment Varègues-Suédois, Urmaniens (Normands), Ingliens et d’autres Goths.
Les Tchoudes, les Slaves, les Krivitches et d’autres peuples réunis dirent alors aux princes de Varegie : « Notre pays est grand et tout y est en abondance, mais l’ordre et la justice y manquent ; venez prendre possession du sol et nous gouverner. » Trois frères varègues réunirent leurs familles, et vinrent en effet occuper la Slavonie. Ils abordèrent donc chez les Slaves, dans le pays desquels ils bâtirent le village de Ladoga. Le plus âgé des trois, Riourik, fixa sa résidence le long des rives du fleuve de ce nom.
Le second, Sinéous, s’établit chez nous, aux environs du lac Blanc. Le troisième, Trouvor, à Isbork. Cette partie de la Rus’ reçut plus tard des Varègues le nom de Novgorod ; mais les habitants de cette contrée, avant l’arrivée de Riourik, n’étaient connus que sous le nom de Slaves.
La Chronique de Nestor selon le Manuscrit de Königsberg, vol. I, chap. II « Rurik », pp. 19-20. »

L’an 882 marqua l’unification de la Rus’ sous la conduite d’Oleg, unification facilitée par la christianisation du pays dans la deuxième partie du Xe siècle sous Vladimir Ier qui en fit la religion d’État. Après sa mort en 1015, éclata une guerre civile entre ses fils au cours de laquelle Sviatoslav fit périr ses jeunes frères, Boris et Gleb. Un autre frère, Iaroslav, vengea ce double meurtre et devint le seul chef.
Puis le chroniqueur décrit comment le sang coula sous le règne de Iaroslav et comment le territoire déclina par la suite, récit sous lequel on sent le bouleversement émotif qu’il provoque chez le chroniqueur. La paix et la tranquillité ne revinrent que sous le Grand-prince Vladimir Monomaque de Kiev. À partir de 1051, on suit de plus en plus, en parallèle aux évènements politiques, les destinées du monastère kiévien de Vydubych dont l’abbé Sylvestre était l'higoumène et dont les notes mettent fin à la chronique avec la mort en 1113 de Sviatopolk II et l’entrée de Vladimir à Kiev.

## Sources

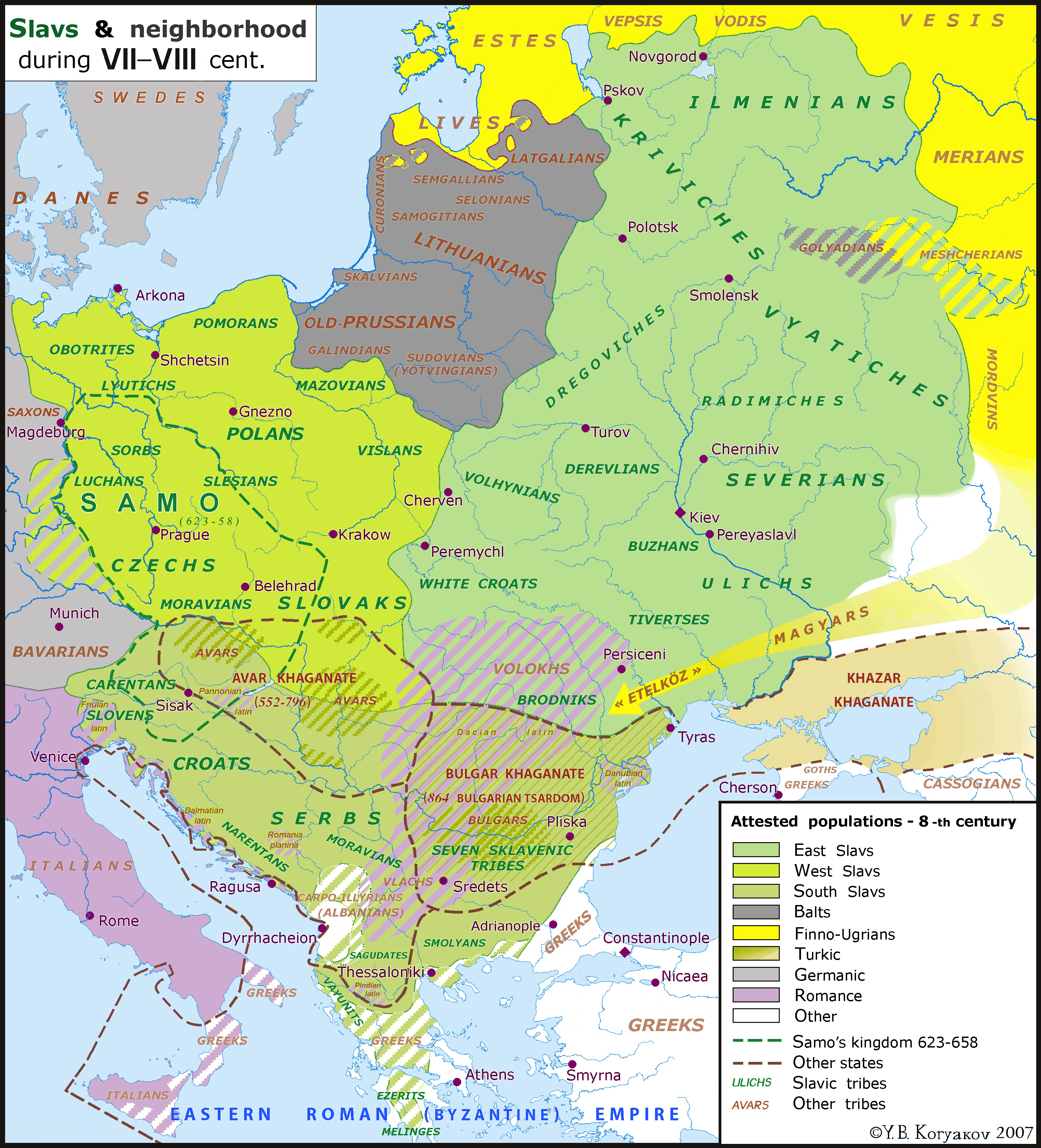
Les peuples slaves et leurs voisins aux, une distribution conforme aux sources primaires d’époque mais contestée aux en raison des réécritures nationalistes et protochronistes de l'histoire, dominantes dans les sources secondaires.

La chronique a été écrite à partir de nombreuses sources tant orales qu’écrites : livres bibliques, écrits byzantins historiques, liturgiques, apologétiques et hagiographiques ainsi qu’homélies, traités commerciaux et de paix, récits slaves concernant Cyrille et Méthode, textes slaves également d’origine monastique sur Olga, Boris et Gleb, documents concernant le christianisme comme religion d’État, écrits ecclésiastiques sur le transfert de reliques, notes sur le tribut dû par les clans locaux, documents des familles princières sur les campagnes militaires et les exploits de leurs familles. La chronique contient également du matériel transmis oralement notamment par Jan Vyšatič : « J’ai entendu plusieurs récits de lui que j’ai insérés dans cette chronique ».

## Origine et problèmes
On aurait tort de chercher dans l’œuvre une liste précise et exhaustive des événements. Il est évident que le but de l’auteur n’était pas de relater des faits, mais essentiellement d’inculquer à ses lecteurs d’importantes leçons en fonction de l’idée qu’il se faisait de la spécificité et du caractère sacré de leur identité nationale. Ainsi l’idée d’un territoire d’origine slave sur le moyen Danube a-t-elle certainement été suggérée par la lecture de textes sur la mission des saints Cyrille et Méthode et voulait relier la Rus’ au territoire où les Slaves avaient été christianisés. Toutefois, et en dépit de nombreuses interruptions dues à des remaniements ou aux divers auteurs qui se sont succédé, on y trouve une unité de conception basée sur la spécificité et la mission sacrée du peuple. En même temps on distingue divers facteurs d’unité politique : unité de langue, unité de dynastie et unité de religion. Le gouvernement idéal se base sur la séniorité, non selon la transmission du père vers le fils ainé, mais selon la transmission du frère ainé vers ses cadets qui prennent le pouvoir à tour de rôle jusqu’à l’extinction de la lignée et où les plus jeunes montrent aux plus vieux le respect qui leur est dû. Le christianisme orthodoxe en constitue la plus haute forme. Le prince Vladimir, après avoir comparé le christianisme de Rome, le christianisme byzantin, le judaïsme et l'islam opta pour l’orthodoxie. La protection du royaume se confondait ainsi avec la protection de la vraie foi et de son Église, se transformant ainsi en croisade.
Les différentes versions qui ont été conservées présentent des différences notables entre elles. Un certain nombre de ces différences ne sont pas simplement textuelles mais trahissent la volonté du rédacteur de légitimer certains intérêts nationaux. Ainsi, la légende décrivant le voyage de saint André dans les colonies grecques autour de la mer Noire et son voyage à travers la Rus’ sert à justifier les revendications de la Russie comme protectrice du christianisme orthodoxe. Un autre exemple frappant est celui de la fondation de Novgorod. Selon la version originelle telle qu’on la trouve tant dans la Chronique laurentienne que dans la Chronique hypatienne, Riourik s’était établi à Novgorod, Sinéous à Beloozero et Trouvor à Izborsk. En ce qui concerne Sinéous et Trouvor, les chroniques n’offrent aucune différence et ces villes constituent en effet des sites archéologiques très anciens. Il en va autrement de Novgorod pour laquelle divers manuscrits présentent des contrastes frappants. Selon les versions, Riourik serait allé d’abord chez les Slovènes, avant de bâtir les fortifications de Ladoga où il s’établit. Riourik aurait ainsi fondé Staraïa Ladoga avant de fonder Novgorod. L’examen critique de la version imprimée de la Chronique laurentienne montre que cette chronique ne disait originellement mot de l’endroit où s’établit Riourik. Bien plus, le compilateur du manuscrit Troïtski qui fut détruit dans les flammes en 1812 et sur lequel se basait les premières versions imprimées, avait noté que les textes des deux versions étaient identiques, mais que la mention « à Novgorod » avait été ajouté au-dessus du texte, vraisemblablement une addition au manuscrit de la version dite de Novgorod datant de la fin du XIVe siècle ou du début du XVe siècle, alors que Novgorod cherchait à travers divers mythes et légendes à légitimer son indépendance. Un de ces mythes était que Novgorod aurait été le centre du plus vieil État russe. La Chronique de Novgorod fut ensuite transférée à Moscou où l’on trouve la plus vieille version de la chronique dans la Chronique de Sofia datant du XVe siècle. À la même période, Novgorod fut intégrée dans la version originelle de la Chronique des temps passés.
Autre exemple, celui du destin de Kiev. La Chronique des temps passés dans sa version la plus complète (PVL) présente des écarts marqués par rapport à la Compilation de 1095 concernant les débuts de la principauté. Les deux manuscrits s’entendent sur le fait que Kiev fut conquise par les Riourikides aux dépens des chefs scandinaves Askold et Dir. D’après la Compilation de 1095, il n’existait aucun lien entre les Riourikides et les deux princes. D’après la PVL au contraire, ils auraient été invités à succéder à Riourik même s’ils n’appartenaient pas à sa famille ; ils auraient alors demandé à se rendre à Constantinople, mais se seraient arrêtés à Kiev où ils se seraient établis. Tant selon la PVL que la Compilation de 1095 la prise du pouvoir des Riourikides à Kiev se serait faite selon la même ruse. Dans la Compilation de 1095 la conquête aurait été un coup de force illégitime ; dans la PVL les deux princes se seraient appropriés sans y avoir droit ce qui appartenait à Oleg et Igor. La Compilation de 1095 raconte comment Riourik eut comme fils Igor lequel s’attacha par la suite Oleg comme commandant de son armée ; il conquit Kiev avant de repartir : « Et Igor s’établit et fut maitre de Kiev... Cet Igor commença à ériger des fortifications et à lever des impôts. » Selon la PVL au contraire, Oleg ne serait arrivé qu’au moment où Riourik se mourait. Igor aurait ensuite confié la qualité de prince et la tutelle de son fils Igor à Oleg, qui est ici un parent de Riourik : « alors qu’Igor était encore enfant ». D’après la PVL, c’est Oleg qui conquiert Kiev et présente Askold et Dir de même qu’Igor comme les fils de Riourik et souverains légitimes. Le texte suivant est le même que dans la Compilation de 1095 sauf qu'Oleg est substitué à Igor : « Et Oleg s’établit et fut maitre de Kiev... Cet Oleg commença à ériger des fortifications et à lever des impôts ».
Après cet évènement, débute dans la Compilation de 1095 la narration selon l’ordre chronologique laquelle, sous l’année 922, rapporte la mort d’Oleg. La PVL pour sa part rapporte qu’Oleg dirigea seul la Russie jusqu’à sa mort en 912. C’est seulement ensuite qu’Igor aurait été porté au pouvoir. Sous l’an 903, la chronique indique qu’Igor devint adulte et épousa Olga.
L’étude critique des textes a établi que la Compilation de 1095 est la plus ancienne Les modifications apportées à la PVL seraient dues à la volonté de légitimer par la suite la prise du pouvoir par les Riourikides.

## Valeur historique
On ne s’étonnera pas que la fiabilité des informations données par la PVL soit plus grande dans les années proches de leur rédaction. Cela s’entend surtout des années 1060 à 1116. Pour les années précédentes, s’accumulent imprécisions et erreurs. La première attaque sur Constantinople est datée de 866 au lieu de 860 et l’arrivée des Varègues aurait eu lieu en 862 alors que la date de 856 est plus probable. Pour cette période, nombreux sont les faits qui ne relèvent pas de l’histoire alors que d’autres semblent très réels entre autres parce qu’ils peuvent être comparés à des listes de tributs ; ceci est également le cas de la transposition littérale de traités entre les princes de Kiev et l’empereur byzantin. La chronique semble digne de confiance dans les informations qu’elle contient sur les légendes et mythes entourant la conscience qu’avaient les dirigeants de la principauté de leur propre identité.
Les noms de Riourik et de ses frères Sinéous et Trouvor sont probablement des noms scandinaves, qui se seraient transformés en noms slaves au IXe siècle. Que les tribus balto-finnoises du nord-ouest de la Russie se soient entredéchirées et qu’elles aient fait par la suite appel aux chefs des tribus situées des deux côtés de la mer pour rétablir l’ordre tient certainement de la légende. Toutefois, il n’est pas impossible que les Varègues n’aient pas vu leur domination comme une conquête. Il est également possible que quelques milliers d’immigrants aient été présents dans la région dès les environs de l’année 900, qu’ils aient fondé une grande principauté malgré la résistance acharnée des tribus autochtones et y aient affirmé leur autorité. Ceci suppose qu’ils disposaient déjà d’une infrastructure stable, ce qui était manifestement le cas des Varègues, contrairement aux peuplades qui avaient consenti à leur verser tribut.

## Les suites
Dès sa première rédaction, la Chronique des temps passés a eu une fonction de légitimation du pouvoir qui a conduit à l’altération de textes. Par la suite, les divergences entre manuscrits originaux ont conduit à la formation de deux écoles historiographiques qui, depuis 1749 et jusqu’à nos jours, s’affrontent quant à la formation des identités nationales russe, biélorusse et ukrainienne.
Elles s’intensifièrent au XVIIIe siècle alors que l’on présumait que les Russes étaient venus de Suède. Après la guerre entre le tsar Pierre Ier et le roi de Suède Charles XII, les patriotes russes récusèrent cette thèse ; selon eux, la naissance de la Russie était un phénomène purement autochtone qui ne devait rien à la Suède. D’où la naissance des thèses « normanistes » ou scandinaves (c.à.d. Vikings) et « anti-normanistes » ou slaves.
Avancée par des savants allemands du XVIIIe siècle et reprise par certains historiens russes au XIXe siècle, la thèse normaniste soutient que :
- L’État de Kiev a été fondé par des Varègues, qui auraient donné leur nom au pays où ils s’installèrent lors de la grande migration des Vikings ;
- Le mot « Rous’ » vient du mot ruotsi ;
- Riourik (Roerek), Oleg (Helgi), Igor (Ingvar), fondateurs de l’État, portent des noms scandinaves ;
- Les termes scandinaves entrés dans la langue russe sont des termes d’administration princière : grid (garde du corps), tiun (intendant), iabetnik (agent).

Les anti-normanistes dont l’influence fut prédominante pendant la période soviétique de la Russie soutiennent que :
- Le mot « Rus’ » vient du nom de la rivière Ros ;
- Un début d’État slave apparait dès le VIe siècle et que celui-ci est déjà constitué lors de l’arrivée des Varègues ;
- Les Varègues constituaient une élite militaire relativement peu nombreuse, dominant la masse du peuple formée de Slaves ;
- Relativement peu de mots scandinaves sont entrés dans la langue russe ;
- Les Scandinaves se sont rapidement assimilés aux Slaves.

Cette controverse continue à diviser les spécialistes aussi bien dans les pays concernés que sur le plan international. Les recherches des dernières années tendent cependant à réconcilier les deux thèses. Il existait dès avant l’arrivée des Varègues une vie politique dans les communautés slaves centrée sur les villes princières de Kiev, Staraïa Ladoga et Novgorod. L’arrivée des Varègues n’a pas eu d’influence profonde sur celle-ci, mais a surtout permis de développer la vie économique entre autres grâce aux connaissances maritimes et à la valeur militaire des Varègues qui assurèrent la bonne marche du commerce sur le Dniepr et le développement de liens entre l’État kiévien et Byzance.